# Dozón

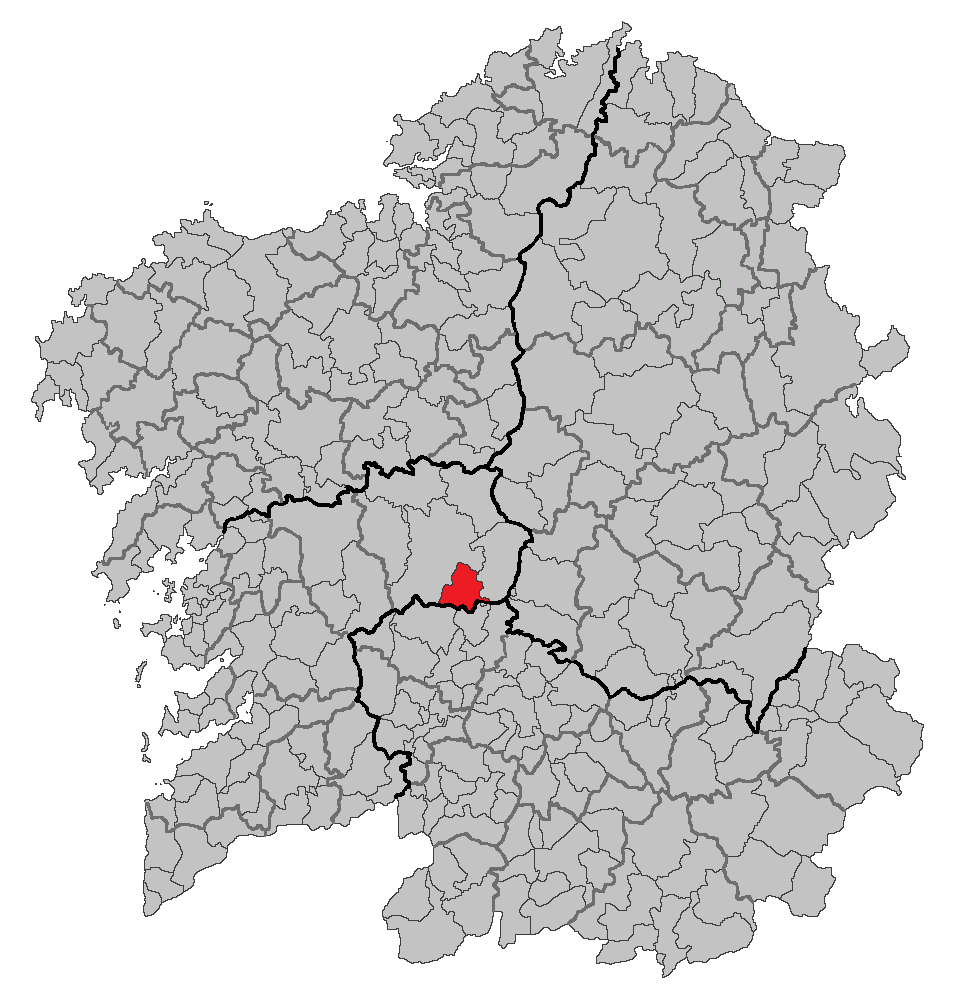
Dozón, Pontevedra, Galizia

Dozón è un comune spagnolo di 1 710 abitanti situato nella comunità autonoma della Galizia.